# Peuples amérindiens d'Argentine

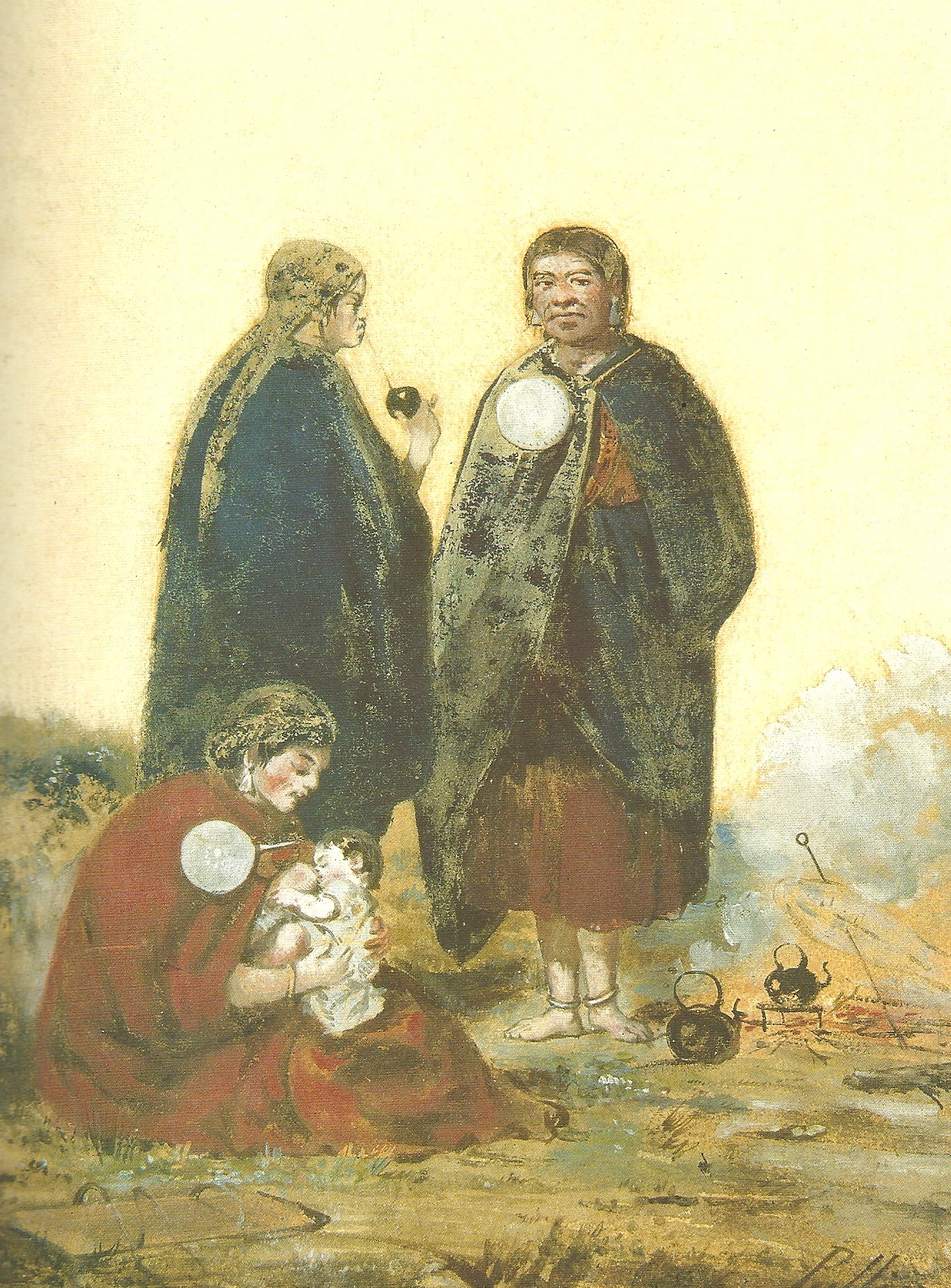
Indiens de la Pampa, peinture de Juan León Pallière (1823–1887).

Les Amérindiens d'Argentine sont les peuples autochtones habitant ou ayant habité le territoire de l'actuelle république d'Argentine. Présents depuis la préhistoire, ils ont en grande partie disparu ou perdu leur identité culturelle par la colonisation espagnole, l'expansion de la république argentine (Conquête du Désert, 1878-1885) et le métissage. Leurs descendants se réclamant d'une ascendance amérindienne ne représentent que 1,49 % de la population argentine mais une étude génétique de 2011 indique que 56 % des Argentins ont une ascendance indienne dont 11 % par leurs deux parents. Ils connaissent une renaissance culturelle et bénéficient d'une reconnaissance officielle, à l'échelle nationale et internationale, depuis le milieu du XXe siècle mais ont toujours de graves problèmes de pauvreté et de droits fonciers.

## Préhistoire
Le peuplement autochtone de l'Argentine est attesté depuis 11 000 avant J.-C. par des peintures rupestres sur le site de la Cueva de las Manos dans la province de Santa Cruz : les animaux représentés appartiennent à l'environnement des premiers chasseurs-cueilleurs du continent. Les anciennes cultures agro-pastorales d'Argentine (es) qui se développent dans l'Amérique australe précolombienne appartiennent à plusieurs aires culturelles, cultures andines dans la Puna et le Monte, agriculture guarani dans le climat subtropical de la Mésopotamie argentine, culture araucanienne sur les deux versants des Andes.

## Conquête espagnole et hispano-américaine

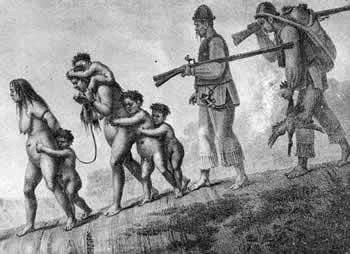
Guaranis déportés par des chasseurs d'esclaves, extrait d'un tableau de Jean-Baptiste Debret (1768-1848)

Le tour du monde de Fernand de Magellan, navigateur portugais au service de l'Espagne, donne lieu à la première description des Amérindiens de la côte atlantique, qu'il nomme Patagons par référence à un géant légendaire évoqué dans une roman de chevalerie. Cependant, la colonisation espagnole se fait d'abord par le nord-ouest, sur les franges continentales de l'empire inca qui avait soumis une partie des populations Huarpes. Empruntant les Chemins incas venus du Pérou, les Espagnols développent leurs premières villes dans les oasis du désert du Monte : Tucumán, Córdoba, Santiago del Estero. L'oasis de Tucumán, aux XVIIe et XVIIIe siècles, développe des cultures irriguées pour nourrir la nombreuse population autochtone condamnée au travail forcé dans les mines d'argent du Potosi, à 900 km plus au nord ; un peu plus haut en altitude, les berges de rivière autour de Santiago del Estero permettent une culture de blé en période de décrue. Les Huarpes de la région andine, partagés entre les chefferies de Calingasta et Guanacache, sont rattachés à la Capitainerie générale du Chili. Comme d'autres peuples autochtones, ils sont sédentarisés, évangélisés, soumis à la déportation et au travail forcé dans les mines ; en outre, ceux de la frontière méridionale subissent les razzias des nomades Mapuches.
Le marronnage des animaux domestiques introduits par les Espagnols entraîne des transformations dans le mode de vie des Amérindiens. Ainsi, les Huarpes développent un élevage de mulets et deviennent des muletiers et charretiers réputés. Les Mapuches dressent les chevaux sauvages échappés des estancias et les utilisent pour la chasse au guanaco et au nandou, et dans leurs rituels ; ils sacrifient aussi des bovins. Les Tehuelches et Onas chassaient aussi le mouton ensauvagé qu'ils appelaient le « guanaco blanc ».

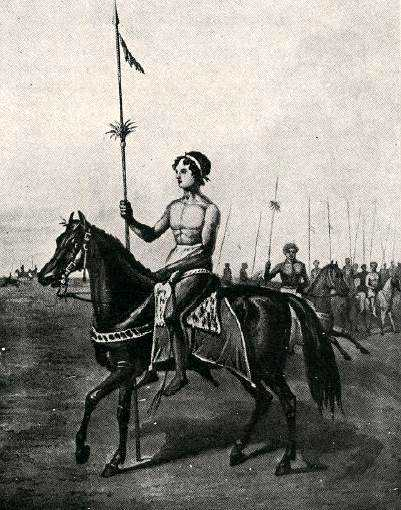
Cavaliers mapuches, dessin de 1911.

Au milieu du XIXe siècle, la Constitution argentine de 1853 révisée en 1860 prévoit que le Congrès National devait « pourvoir à la sécurité des frontières, maintenir des relations pacifiques avec les Indiens et favoriser leur conversion au catholicisme ». À cette époque, les Amérindiens du Chaco sont en voie d'acculturation dans la république argentine. Ils viennent chercher du travail dans les plantations de canne à sucre des provinces de Salta et de Tucumán : seuls quelques petits groupes mènent une vie isolée dans la forêt. Les Guaranis, christianisés par les missionnaires jésuites, vivent principalement au Paraguay ; ceux d'Argentine ont, en principe, les mêmes droits que les autres Argentins. Le statut des communautés autochtones varie beaucoup d'une province à l'autre du fait des circonstances de la construction nationale lors des guerres civiles argentines entre fédéralistes et unitaristes, : on cite le cas d'un général en chef unitariste, José María Paz, capturé d'un coup de bolas par des cavaliers indiens. Les peuples de la Pampa, au contraire, opposent une longue résistance et, jusqu'au milieu du siècle, mènent des razzias au nord du Río Colorado jusqu'aux provinces de Buenos Aires, de Mendoza et de San Luis. La politique de conquête du désert menée sous la conduite de Juan Manuel de Rosas de 1835 à 1852, puis de Julio Argentino Roca de 1875 à 1885 (« Campaña del Desierto ») , conduit à une élimination presque complète des autochtones de Patagonie. Des milliers d'Indiens sont déportés vers la province de Buenos Aires ou les plantations de Tucumán, les familles souvent séparées et coupées de leur culture d'origine.

## Renaissance auxXXeetXXIesiècles

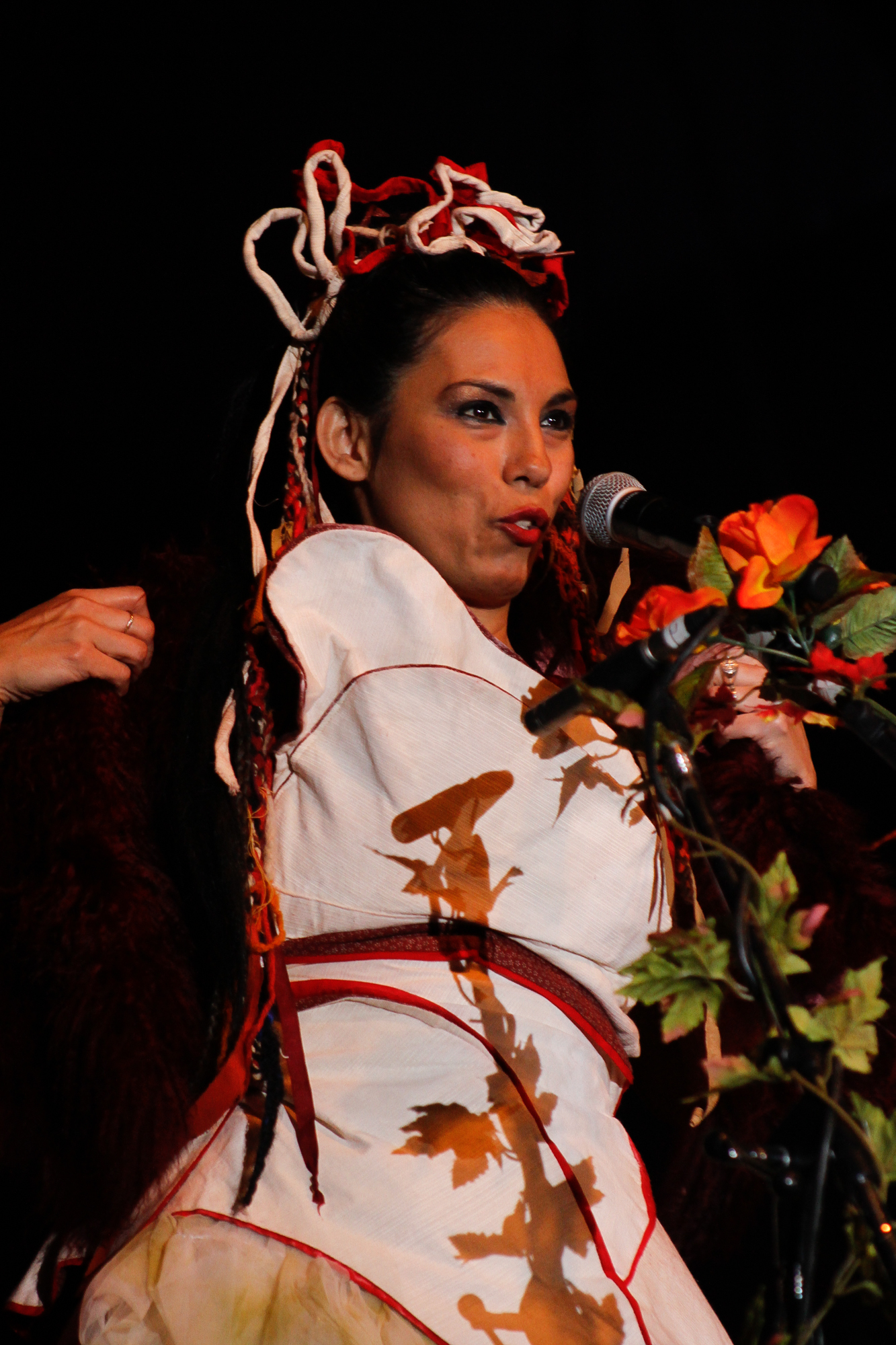
La chanteuse argentine Charo Bogarín, d'origine toba, en spectacle en 2011.

Dans un recensement argentin, sur 41 millions d'habitants, seulement 600 329 se disent indigènes ou nés de parents indigènes dont 113 680 Mapuches. Cependant, une renaissance de l'identité amérindienne se manifeste surtout à partir des années 1990.
La nouvelle province de Neuquén, créée en 1955, affirme son particularisme par la promotion de la culture mapuche. En 1964, un décret provincial sur les «Réserves de terres en faveur des communautés indigènes » (agrupaciones) leur reconnaît 18 «réserves». Des mesures similaires sont prises dans les années 1980 et 1990 dans les provinces de Río Negro et de Chubut. En 1985, la loi fédérale 23.302 « Politique indigène et assistance aux communautés aborigènes » reconnaît à ces populations un certain nombre de droits communautaires : sa mise en application est cependant très lente. Le pays adhère en 2000 à la Convention 169 de l'Organisation internationale du travail relative aux peuples indigènes et tribaux.
Pour remédier à la quasi-invisibilité des Amérindiens sur les médias nationaux, télévision et presse écrite, le Réseau de communication indigène (RCI), créé en 2002 avec le soutien de l'ONG Caritas, alimente une série de programmes de radiodiffusion. La station de Resistencia, dans la province du Chaco, affirme s'adresser aussi bien aux autochtones, Guaranis, Omaguaca, Toba, qu'aux non-autochtones et être écoutée par 80 % de la population indigène dans cinq provinces du nord du pays.
Au recensement de 2010, 955 032 Argentins se définissent comme membres ou descendants d'une communauté autochtone. Il y a 35 peuples indigènes reconnus dans le pays, avec des droits spécifiques au niveau national et provincial.

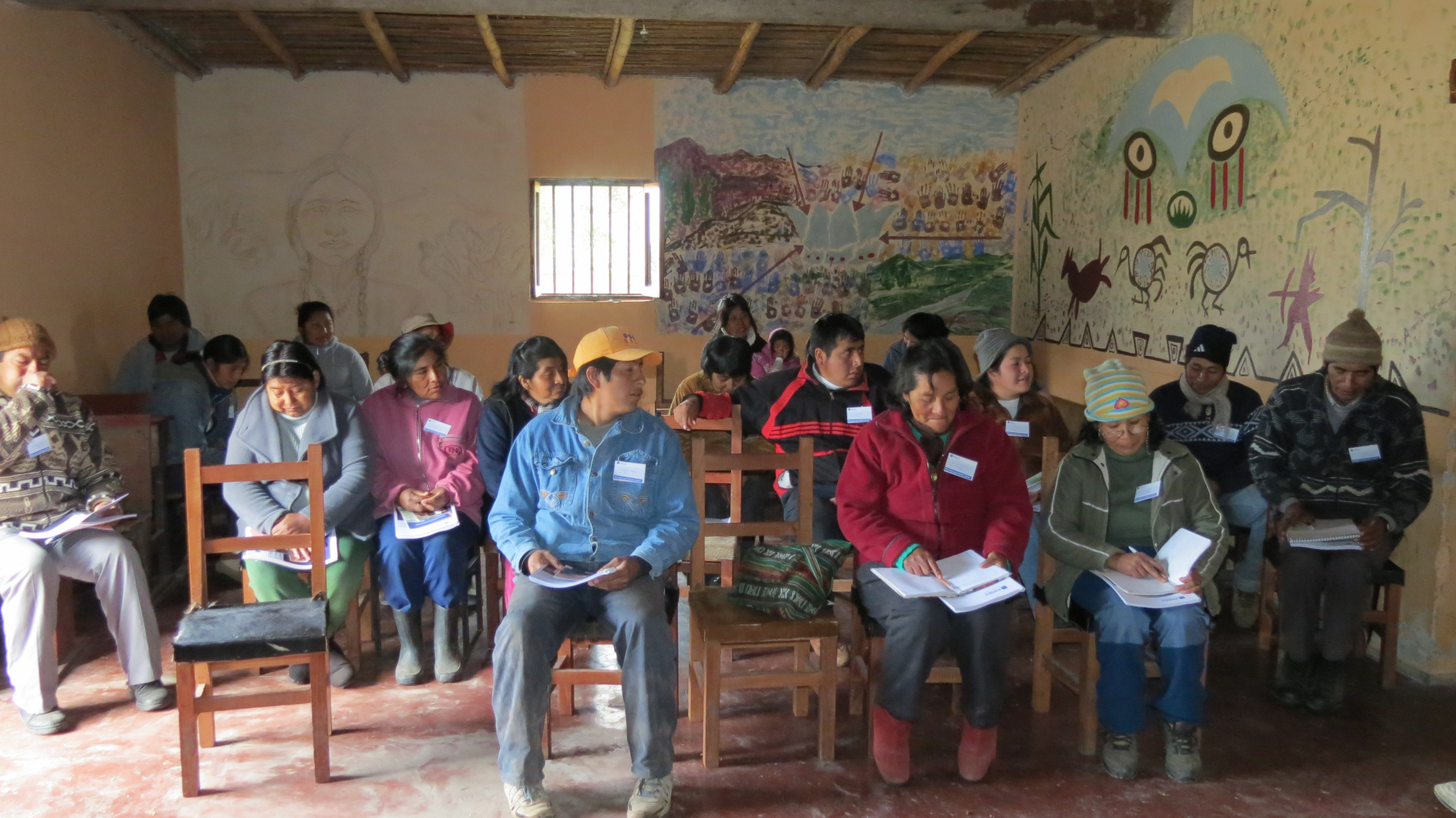
Journée mondiale des peuples autochtones en 2012.

En 2016, la commission d'application de la Convention no 169 de l'Organisation internationale du travail garantit un certain nombre de droits coutumiers aux Huarpe Milcallac de la province de Mendoza, aux Mapuche Paichil Antriao de la province de Neuquén et à ceux de la province de Río Negro, aux Chuschagasta de la province de Tucumán, et aux Quilmes habitant la province de Buenos Aires mais qui revendiquent leurs terres ancestrales dans celle de Tucumán.
Le Centre d’études légales et sociales (CELS) souligne dans un rapport publié en 2016 le harcèlement et les violences policières dont sont victimes les jeunes indigènes qom dans la région de Resistencia. La crainte de la police lors de leurs déplacements les assigne, de fait, à résidence dans leur quartier, remarquait le rapport, qui constatait «un fort degré de frustration parmi les habitants de cette communauté».
Victimes de harcèlement et criminalisation sous la présidence de Mauricio Macri, ils semblent trouver une attitude plus favorable sous son successeur Alberto Fernández, élu en décembre 2019 ; la justice argentine a rendu des décisions récentes en leur faveur et plusieurs projets de loi sont en discussion au Congrès de la Nation. Cependant, de nombreux problèmes restent non résolus comme celui des champs pétrolifères de Vaca Muerta qui causent une pollution du territoire mapuche. La malnutrition et la dégradation des sols sévissent de manière endémique dans leurs communautés.
En avril 2022, le tribunal de Resistencia dans la province du Chaco, faisant suite à une plainte déposée en 2004, ouvre le procès d'un massacre commis un siècle pus tôt, le 19 juillet 1924 à Napalpi : 300 à 500 autochtones Qom et Moqoit, travailleurs des plantations de coton, ont été massacrés et jetés dans des fosses communes par une troupe de policiers et colons. Ce procès symbolique vise à sanctionner un crime contre l'humanité.

## Langues
Les langues amérindiennes parlées en Argentine se répartissent en :
- Aymara
- Langues quechuas
- Langues tupi-guarani
- Mapudungun (langue des Mapuches)
- Langues mataguayo et waykuruanes (parfois classées en une seule famille)
- Plusieurs langues éteintes ou menacées d'extinction : diaguita, kunza, tehuelche, yagan, etc.

## Cartes

Cartes des populations autochtones d'Argentine
Anciennes cultures agro-pastorales de l'Amérique australe.
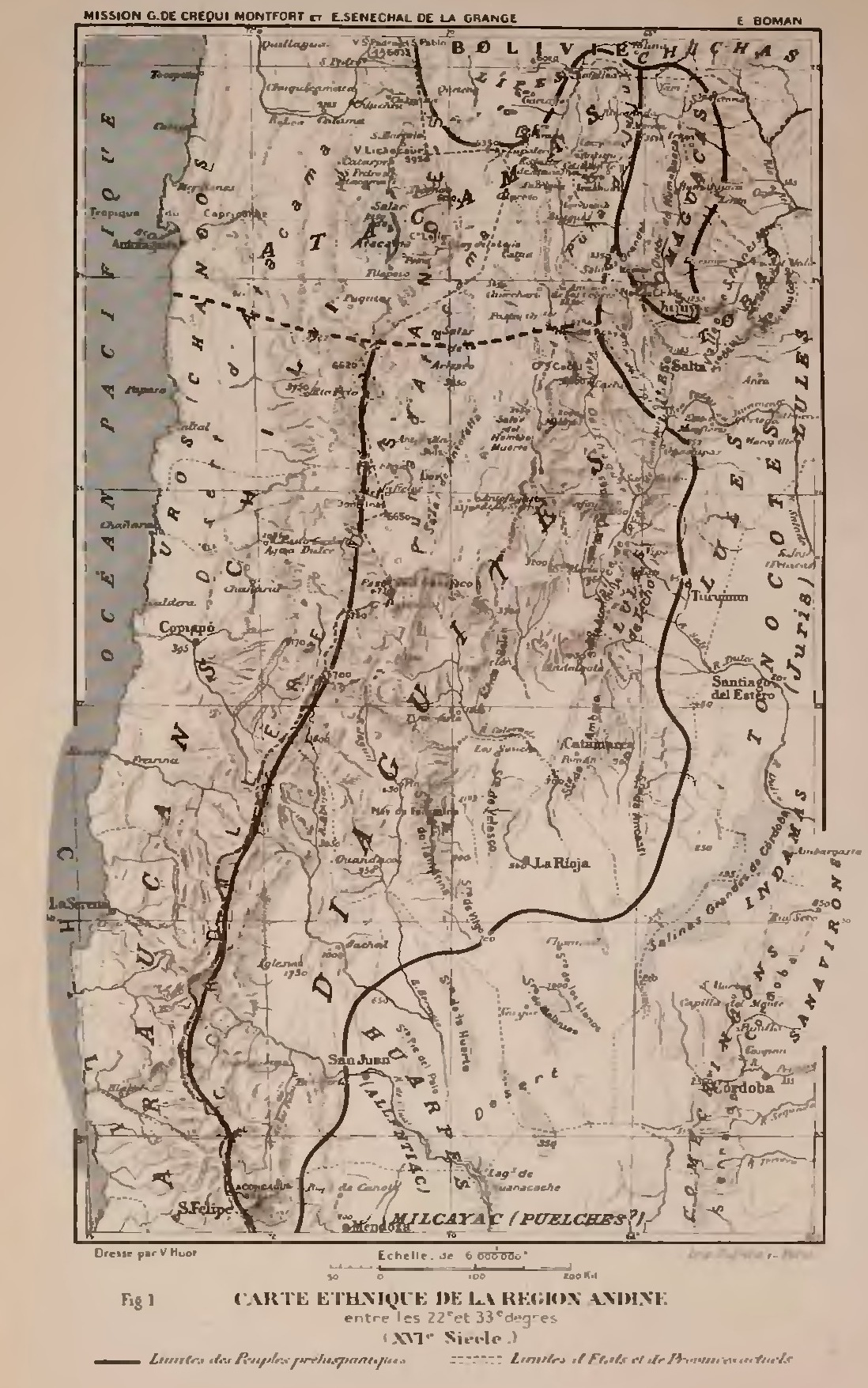
Carte ethnique de la région andine au XVIe s. par Eric Boman, 1908.
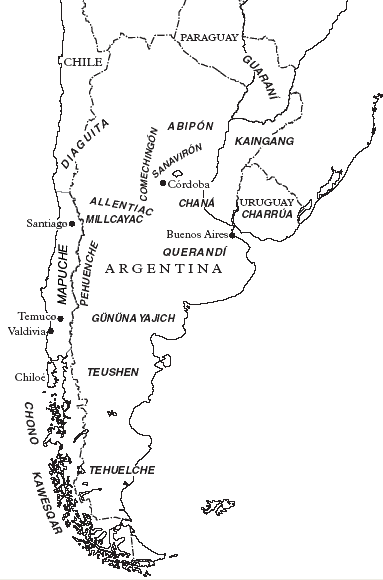
Langues d'Amérique australe au XVIe s.
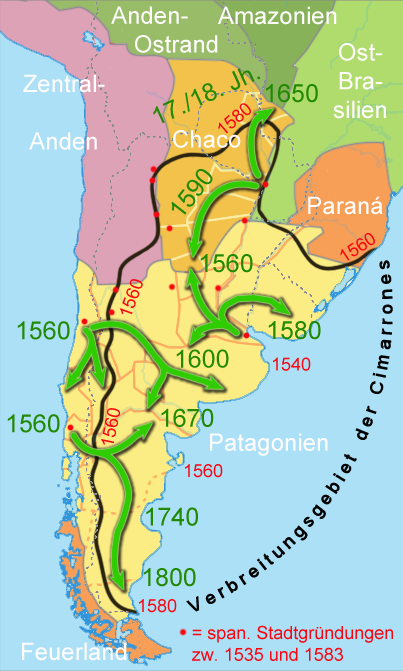
Marronnage des animaux domestiques (cheval, mouton, etc.) introduits par les Espagnols et chassés ou dressés par les Amérindiens.
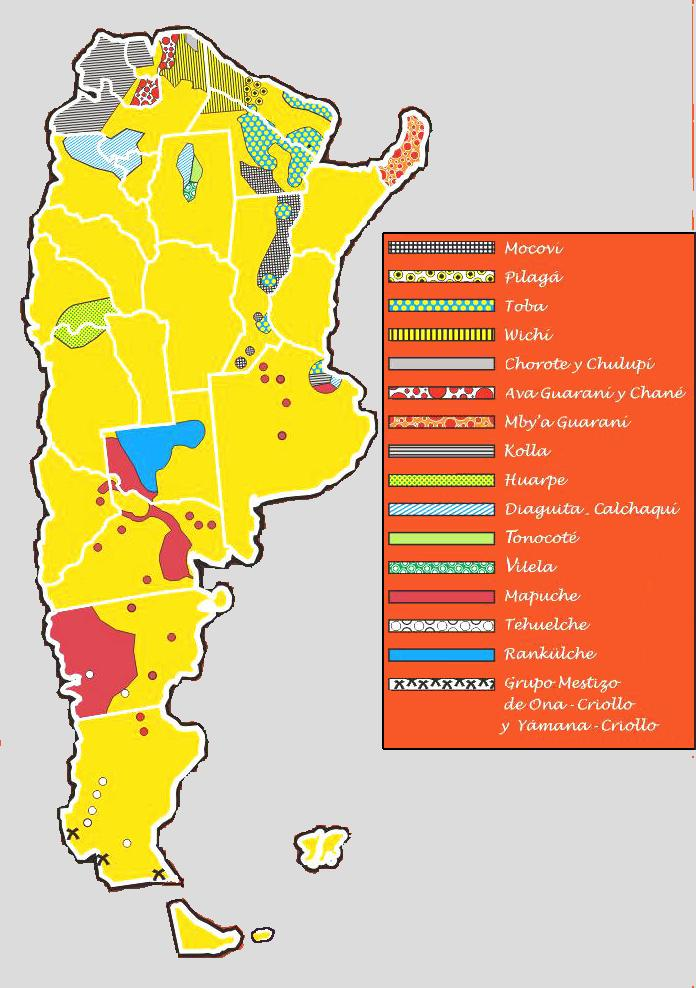
Peuples autochtones d'Argentine au XXIe siècle.

## Sources et bibliographie
- (en) Cet article est partiellement ou en totalité issu de l’article de Wikipédia en anglais intitulé « Indigenous peoples in Argentina » (voir la liste des auteurs) dans sa version du 19 septembre 2020.
- Alejandro de Belmar, Les provinces de la fédération Argentine et Buenos-Ayres, Paris, 1856
- Pierre Deffontaines, Les oasis du piedmont argentin des Andes. In: Cahiers d'outre-mer. No 17 - 5e année, janvier-mars 1952. p. 42-69
- Henry de la Vaulx, A travers la Patagonie, du Rio-Négro au détroit de Magellan. In: Journal de la Société des Américanistes. Tome 2, 1898. p. 71-99
- Gianni Hochkofler, Sur le voyage en Patagonie. In: Le Globe. Revue genevoise de géographie, tome 142, 2002
- Sabine Kradolfer, Les autochtones invisibles ou comment l’Argentine s’est « blanchie », Les Cahiers ALHIM, 16 | 2008 : État et Nation II (20e siècle)
- Jean-Baptiste Mouttet, Julie Pacorel, La grande revanche: Les Amérindiens à la reconquête de leur destin, Autrement, 2013,
- Agustín Pieroni, Nosotros, los Indios, Dunken, Buenos Aires, 2015
- Silvia Ratto, « Des milices autonomes à la garde nationale : les corps auxiliaires indiens dans la région du Río de la Plata au XIXe siècle ». Les Indiens des frontières coloniales, édité par Luc Capdevila et al., Presses universitaires de Rennes, 2011, https://doi.org/10.4000/books.pur.110100.
- Neuquén: Los pueblos originarios y los posteriores, partie I, partie II
- Organisation internationale du travail, Convention (no 169) relative aux peuples indigènes et tribaux, 1989 - Argentine - Demande directe (CEACR) - adoptée 2015, publiée 105e session CIT (2016)
- International Work Group for Indigenous Affairs (IGWIA), Indigenous World 2020: Argentina, 11 mai 2020